# ELS Eisenbahn Logistik und Service
Die ELS Eisenbahn Logistik und Service GmbH ist ein öffentliches Eisenbahninfrastruktur- und -verkehrsunternehmen.
Als Eisenbahninfrastrukturunternehmen betreibt es nach AEG die Bahnstrecken Burgkemnitz – Gräfenhainchen – Möhlau, Gräfenhainchen – Oranienbaum, Jüdenberg – Ferropolis Arena und Neustrelitz Süd – Thurow (Meckl) – Feldberg (Meckl) sowie als nichtöffentliche Eisenbahninfrastruktur nach BOA die Anschlussbahn Industriegebiet Neubrandenburg (ANI) und die nur über diese und die Anschlussbahn nach Trollenhagen (ANT) der Stadt Neubrandenburg erreichbare Bahnstrecke Neubrandenburg–Friedland.